# トレラベーガ
トレラベーガ（スペイン語: Torrelavega）は、スペイン・カンタブリア州のムニシピオ（基礎自治体）。

## 地理
ビスケー湾のカンタブリア海沿岸から8km内陸にある。ベサヤ川流域のベサヤ地方の中心地である。シエラリャーナ地域病院、カンタブリア大学のキャンパスがある。
カンタブリア沿岸の地域とほぼ同等に、年間通じて穏やかな気温である。最高気温が33℃を超えることがない一方、年間最低気温は5℃を下回ることがない。雨が豊富なカンタブリアにあるため、年間の降水量は1,000mmから1100mmである。

## 歴史
トレラベーガは、13世紀のカスティーリャ王アルフォンソ11世時代にガルシ・ラソ1世・デ・ラ・ベーガ(Garci Lasso I de la Vega)によってつくられた。現在の名は最初のエポニムであるトレ・ラ・ベーガ(Torre de la Vega)を短縮したものである。ベーガの城または塔は、ガルシ・ラソ2世の娘で、サンティリャーナ侯爵イニーゴ・ロペス・デ・メンドーサの生母レオノールが建てた。中世以来、トレラベーガは重要な農業中心地であった。人口の増加と産業の導入で、1895年に都市に昇格した。
スペインを代表するアナルコ・サンディカリズム労働組合のCNTは、トレラベーガに本部を置いている。

## 交通
- 道路 - A67、A8
- 鉄道 - FEVEは狭軌鉄道でスペイン北部の都市とトレラベーガを結んでいる。Adifは広軌鉄道で、レンフェ・オペラドーラ（スペイン語版）を通じて、マドリードやバリャドリッドとトレラベーガを結んでいる。

## 出身者
- オスカル・フレイレ : 自転車競技選手
- ビセンテ・カルデロン : 実業家。元アトレティコ・マドリード会長。

## 姉妹都市
- ラ・ハバナ・ビエハ、キューバ
- ロシュフォール＝シュル＝メール、フランス
- オビエド、スペイン